# CXCL10
CXCL10, hemokin (C-X-C motiv) ligand 10, ili IP-10 je mali citokin iz CXC hemokin familije koji je takođe poznat kao 10 kDa interferon-gama-inducirani protein (γ-IP10 ili IP-10). CXCL10 luči nekoliko ćelijski tipova u responsu na . U te ćelijske tipove spadaju monociti, endotelijalne ćelije i fibroblasti.  hemokinu je bilo pripisano nekoliko uloga, kao što su hemoatrakcija monocita/makrofaga, T ćelija,  ćelija, i dendritskih ćelija, promocija adhezije T ćelija na endotelijalne ćelije, antitumorska aktivnost, i inhibicija formiranja kolonija kičmene moždine i angiogeneze. CXCL10 gen je lociran na ljudskom hromozomu 4 u klasteru sa nekoliko drugih CXC hemokina. Ovaj hemokin dejstvuje putem vezivanja na CXCR3 hemokin receptore na ćelijskoj površini.. Tri-dimenzionalna kristalna struktura ovog hemokina je bila utvrđena u 3 različite grupe uslova u rezoluciji do 1.92 A. PDB pristupni kodovi za CXCL10 strukture su: 1lv9, 1o7y, 1o7z i 1o80.

## Literatura
- Farber JM (1997). „Mig and IP-10: CXC chemokines that target lymphocytes.”. J. Leukoc. Biol. 61 (3): 246—57. PMID 9060447.
- Neville LF, Mathiak G, Bagasra O (1998). „The immunobiology of interferon-gamma inducible protein 10 kD (IP-10): a novel, pleiotropic member of the C-X-C chemokine superfamily.”. Cytokine Growth Factor Rev. 8 (3): 207—19. PMID 9462486. doi:10.1016/S1359-6101(97)00015-4.

## Spoljašnje veze
- Platelet+factor+10 на 